# Franz Lackner

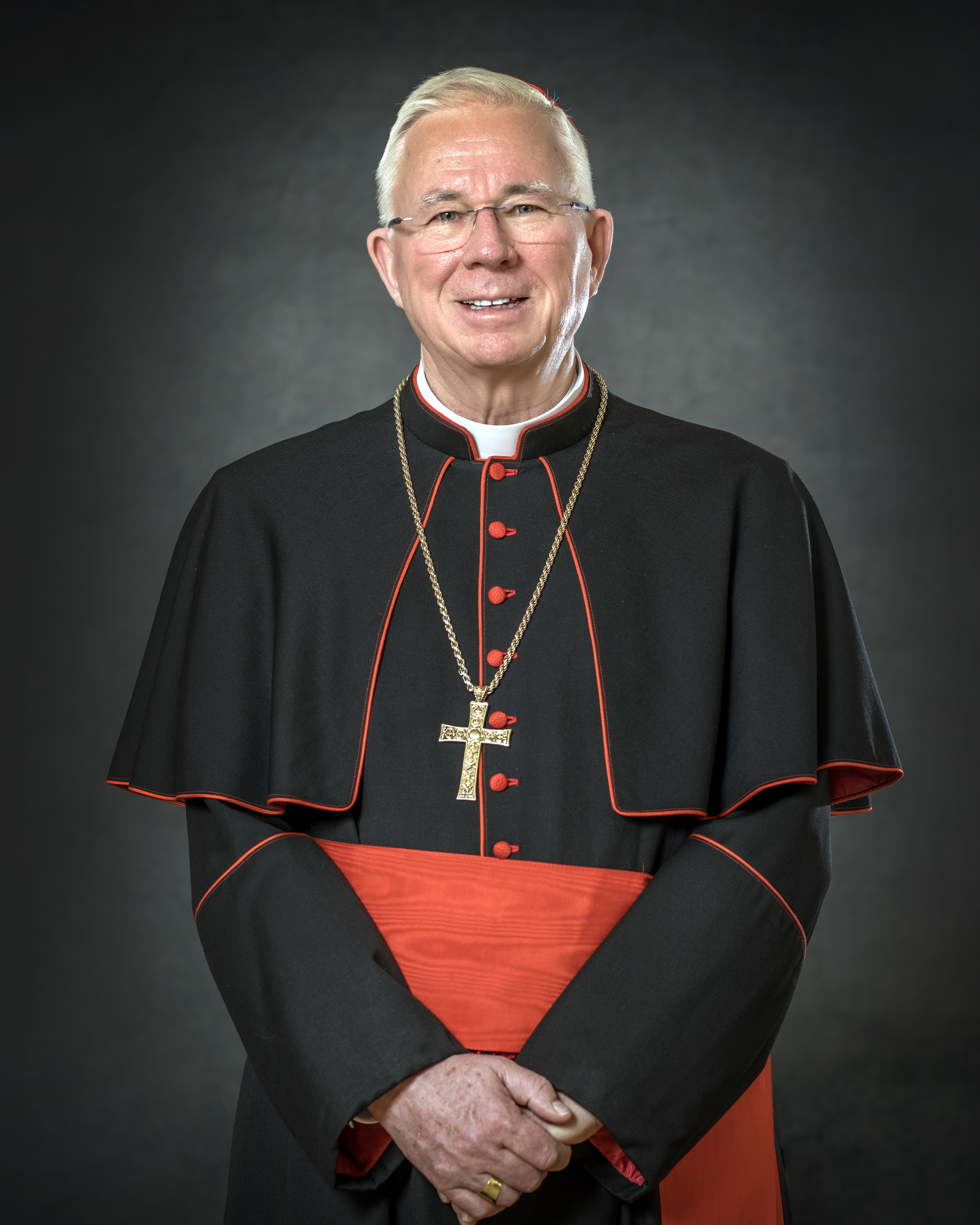
Franz Lackner (2023)

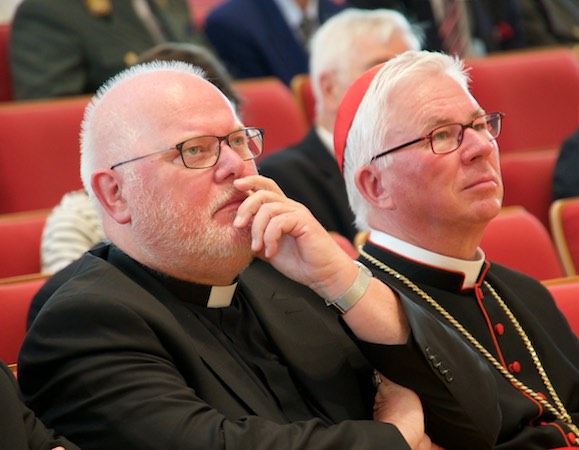
Erzbischof Lackner (r.) neben Kardinal Marx beim Abschluss der Salzburger Hochschulwochen 2016

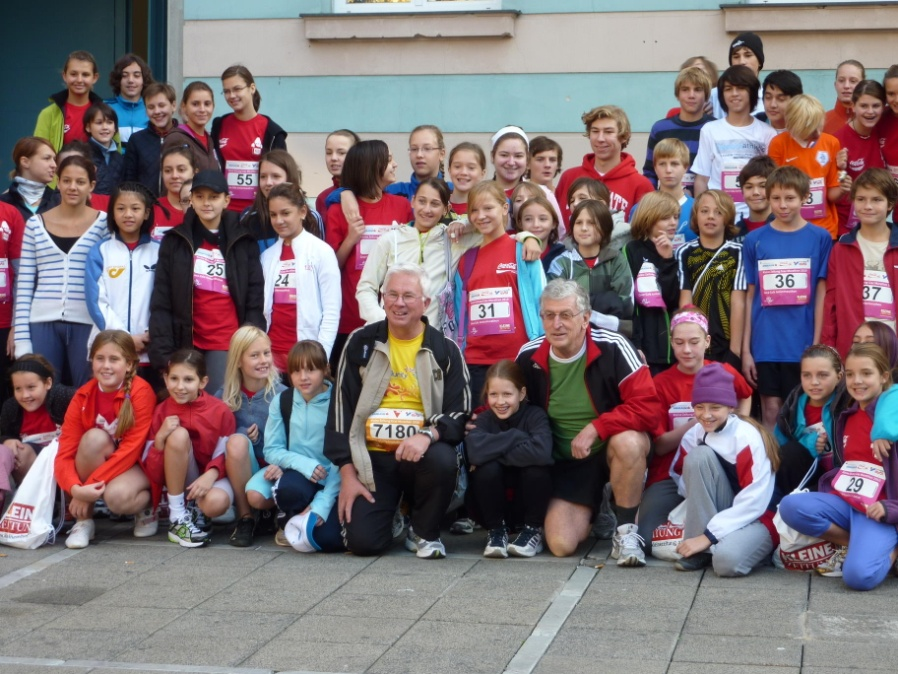
Franz Lackner beim Graz-Marathon mit Schülerinnen und Schülern des Akademischen Gymnasiums Graz und dem ehemaligen Direktor Josef Wilhelm, 10. Oktober 2010

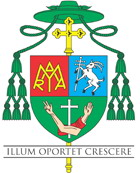
Wappen als Weihbischof von Graz-Seckau

Wappen als Erzbischof von Salzburg (ohne Pallium)

Franz Lackner OFM (* 14. Juli 1956 in Feldbach, Steiermark, als Anton Lackner) ist ein österreichischer römisch-katholischer Ordensgeistlicher. Seit 2013 ist er Erzbischof von Salzburg und seit 2020 Vorsitzender der Österreichischen Bischofskonferenz.

## Leben
Anton Lackner stammt aus der südoststeirischen Gemeinde St. Anna am Aigen. Lackner wuchs in kleinbäuerlichen Verhältnissen auf und begann nach der Pflichtschule eine Lehre als Elektriker. Nach seiner Ausbildung war er auch als Betonierer und Hubstaplerfahrer beschäftigt. Zweimal war er 1978/79 für ein halbes Jahr als UN-Soldat auf Zypern stationiert. Nachdem er sich dort für einen geistlichen Lebensweg entschieden hatte, besuchte Lackner von 1979 bis 1984 das humanistische Aufbaugymnasium in Horn.
Am 16. September 1984 begann er das Noviziat im Franziskanerkloster Reutte, wo er den Ordensnamen Franz annahm, am 16. September 1985 die zeitliche und am 2. September 1989 die ewige Profess ablegte. Am 23. Juni 1991 empfing Lackner durch Bischof Johann Weber im Grazer Dom die Priesterweihe. Nach dem Magister der Theologie absolvierte Lackner an der Päpstlichen Universität Antonianum des Franziskanerordens in Rom das Studium der Philosophie mit einer Dissertation über Einheit und Vielheit bei Duns Scotus, die er mit summa cum laude abschloss. Anschließend war er Professor für Metaphysik am Antonianum.
Am 7. April 1999 wurde er zum Provinzial der österreichischen Franziskanerprovinz gewählt und zusätzlich Professor für Philosophie an der Philosophisch-Theologischen Hochschule Heiligenkreuz.
Am 23. Oktober 2002 erfolgte die Ernennung zum Weihbischof der Diözese Graz-Seckau und zum Titularbischof von Balecium. Der Bischof von Graz-Seckau, Egon Kapellari, spendete ihm am 8. Dezember 2002 im Grazer Dom die Bischofsweihe. Mitkonsekratoren waren der Altbischof von Graz-Seckau, Johann Weber, und der Erzbischof von Salzburg, Alois Kothgasser SDB. Er nahm den Wahlspruch Illum oportet crescere („Jener muss wachsen, ich aber geringer werden“; Joh 3,30 ) an.
Am 8. September 2003 wurde er zum Bischofsvikar für die Aufgabenbereiche Ständige Diakone, Jugendarbeit sowie geistliche Berufungen ernannt. In der Österreichischen Bischofskonferenz war Lackner vom 4. November 2003 bis Juni 2009 Referatsbischof für Kinder- und Jugendseelsorge, bis März 2015 auch zuständig für Sport.
Das Salzburger Domkapitel wählte ihn aus einem Dreiervorschlag von Papst Franziskus zum Nachfolger Alois Kothgassers als Salzburger Erzbischof, was am 13. November 2013 gemäß Konkordat von der österreichischen Bundesregierung bestätigt wurde. Papst Franziskus ernannte ihn am 18. November 2013 offiziell zum neuen Salzburger Erzbischof. Am 7. Jänner 2014 ergriff Lackner kanonisch die Erzdiözese Salzburg, die feierliche Amtsübergabe fand am 12. Jänner 2014, dem Fest der Taufe des Herrn, im Salzburger Dom statt.  Er ist als 91. Bischof von Salzburg der 90. Nachfolger des heiligen Rupert und der 79. Erzbischof von Salzburg.
Lackner ist der Metropolit der Kirchenprovinz Salzburg. Ihm steht sowohl der Ehrentitel „Legatus natus“ (ständiger Botschafter des Heiligen Stuhles) als auch der des „Primas von Deutschland“ (Primas Germaniae) zu, jedoch ohne Jurisdiktionsvorrang, aber mit liturgischem Präzedenzrecht. Er ist dadurch berechtigt, den Legatenpurpur überall zu tragen. Deshalb sind in seinem Bischofswappen der Galero und die 20 Quasten nicht, wie für Erzbischöfe üblich, grün, sondern rot gefärbt.
Erzbischof Lackner empfing am 29. Juni 2014, dem Hochfest der Apostel Petrus und Paulus, von Papst Franziskus das Pallium, die Insigne eines Metropoliten.
Nach dem am 28. Jänner 2015 vom Heiligen Stuhl angenommenen Rücktritt des steirischen Diözesanbischofs Egon Kapellari war Erzbischof Lackner ab Anfang März 2015 stellvertretender Vorsitzender der Österreichischen Bischofskonferenz, am 16. Juni 2020 wurde er in Mariazell zu deren Vorsitzendem gewählt. Er folgt in dieser Funktion Christoph Schönborn nach und ist damit zuständig für die Bereiche Staat und Kirche sowie Mitglied der CCEE (Rat der Europäischen Bischofskonferenzen), Mitglied der Glaubenskommission, Mitglied der Finanzkommission, Universitäten und Theologische Fakultäten/Hochschulen (Kontaktkomitee; Theologische Kommission; Salzburger Hochschulwochen).
Der Salzburger Erzbischof betätigt sich gern sportlich, lief Marathons (zum Beispiel beim Graz-Marathon) und spielte Fußball. Er ist Fan von SK Sturm Graz.
2016 wurde er von Kardinal-Großmeister Edwin Frederick Kardinal O’Brien zum Großoffizier des päpstlichen Ritterordens vom Heiligen Grab zu Jerusalem ernannt und am 27. Juli 2016 in der Wallfahrtsbasilika Maria Plain durch Erzbischof Alois Kothgasser, Großprior des päpstlichen Laienordens, in die österreichische Statthalterei investiert. Er gehört der Komturei Salzburg an.

## Positionen und Wirken
Erzbischof Lackner gilt nach Ansicht des Journalisten Markus Rohrhofer als „zwischen den Lagern verortet“, bei dem „selbst Insider“ Probleme hätten, ihn „im immer weiter auseinanderklaffenden kirchenpolitischen Spektrum zwischen konservativ und liberal einzuordnen“. Im Zusammenhang mit im Februar 2015 veröffentlichten Vorwürfen gegenüber dem Salzburger Weihbischof Andreas Laun, dieser habe in einem Vortrag im November 2014 „die Untaten der Nazis mit Homosexualität verglichen“, reagierte Lackner, ohne Laun dabei zu erwähnen, in einer Aussendung: „Weltanschauungsfragen und sexuelle Orientierungen dürfen in keinster Weise mit menschenverachtenden und totalitären Systemen (zum Beispiel Nationalsozialismus) in Verbindung gebracht werden. Die Kirche weiß sich den Menschenrechten verpflichtet und hat Respekt und Achtung vor der Würde jeder einzelnen Person.“ Laun selbst wies die Vorwürfe zurück; er habe „niemanden mit den Nazis verglichen“.
Im Zusammenhang mit der Causa Alois Schwarz gab die Erzdiözese Salzburg am 20. Dezember 2018 bekannt, dass Erzbischof Lackner von Papst Franziskus zum Apostolischen Visitator für die Diözese Gurk ernannt worden sei. Die Visitation wurde im März 2019 beendet. Der Erzbischof erklärte im Anschluss gegenüber der Presse, dass er eine „Diözese im Ausnahmezustand“ vorgefunden habe, in der sich „viel zerrüttetes Vertrauen und Ängste“ gezeigt hätten.
Im März 2021 erklärte Lackner zum Verbot der Segnung gleichgeschlechtlicher Paare und der diesbezüglichen Erklärung der Kongregation für die Glaubenslehre, es falle schwer zu glauben, „dass hier durch die Kirche gar keine rituelle Begleitung möglich ist“, denn die „Kirche“ dürfe „homosexuelle Paare jetzt nicht alleine lassen“. Er teile aber das Grundanliegen und trage dies auch mit, „das Besondere der sakramentalen Ehe zwischen Mann und Frau zu schützen“. Er könne Priester nicht von einem „Mindestmaß an Verständnis für die kirchliche Lehre“ dispensieren, und daher werde er Priester, die homosexuelle Paare segnen, nicht gewähren lassen. Im Dezember 2023 veröffentlichte das vatikanische Glaubensdikasterium die Erklärung „Fiducia supplicans“, wonach eine Segnung sogenannter „irregulärer Paare“, also auch solcher Lebensgemeinschaften, die außerhalb der kanonischen Ehe existieren, unter bestimmten Vorgaben möglich und erlaubt sei – somit auch für homosexuelle Paare. Lackner äußerte hierzu, er habe die Erklärung „mit Freude aufgenommen“ – Segnen sei ein Grundbedürfnis, das niemandem verwehrt werden dürfe, „wie Brot“. Der Erzbischof betonte, die kirchliche Lehre würde durch das Schreiben nicht geändert – „der Idealtypus ist und bleibt das Zusammenleben von Frau und Mann, in dem allein Leben natürlich weitergegeben wird“. Die Kirche wolle jedoch „Paaren in außerregulären Lagen, die in Treue und Liebe zueinander stehen, Gutes im Namen Gottes zusprechen“.
Während der COVID-19-Pandemie arbeitete die Österreichische Bischofskonferenz unter Vorsitz Lackners eng mit der Politik zusammen und setzte gesundheitliche Vorgaben und Empfehlungen nach Möglichkeit um. Auch veranlassten die jeweiligen Diözesen großangelegte Impfaktionen. Der von der österreichischen Bundesregierung eingeführten Impfpflicht stand der Erzbischof jedoch ablehnend gegenüber.
Nach Beginn des Ukraine-Krieges mahnte Lackner wiederholt zum Frieden, auch in öffentlichen Schreiben an unter anderen den ukrainischen griechisch-katholischen Großerzbischof von Kiew, Swjatoslaw Schewtschuk, sowie den russisch-orthodoxen Bischof für Österreich, Aleksij Zanochkin. Am 26. Februar stand der Erzbischof im Salzburger Dom dem Hymnos Akathistos vor, einem byzantinischen Mariengebet, das von den Geistlichen der Salzburger ukrainisch-griechisch-katholischen Gemeinde für den Frieden in der Ukraine gebetet wurde. Einer Einladung des Kiewer Kurienbischofs Stepan Sus folgend, reiste Erzbischof Lackner im Juli 2022 in Begleitung des Grazer Bischofs Wilhelm Krautwaschl zu einem Solidaritätsbesuch nach Lwiw. Im Rahmen des Besuchs sprach Lackner vor dem Heiligen Synod der ukrainisch-griechisch-katholischen Kirche und traf mit Großerzbischof Schewtschuk zusammen.
Die steigende Zahl an Kirchenaustritten sah der Erzbischof im Jänner 2023 als „gesellschaftliches Phänomen“ und Folge einer zunehmend säkularen Zeit, zu der sich „konkrete Anlässe, die zum Austritt führen – Pandemie, Kirchenbeitrag und Vertrauensverlust“ –, gesellten. Er zeigte sich der Idee einer Verkleinerung von bestehenden Kirchenbauten gegenüber offen; die neu entstandene Flächen könnten als Ruheräume, Sozialtreffs oder Bibliotheken genutzt werden.

## Ehrungen und Auszeichnungen
- 2007: Großes Goldenes Ehrenzeichen des Landes Steiermark
- 2010: Ehrenmitglied der K.Ö.St.V. Babenberg Graz im ÖCV[32]
- 2012: Ehrenmitglied der K.Ö.St.V. Nibelungia-Knittelfeld im MKV
- 2014: Aufnahme in die Animabruderschaft
- 2015: Ehrenring des Landes Steiermark
- 2016: Ehrenzeichen des Landes Tirol[33]
- 2016: Ritter vom Heiligen Grab
- 2024: Großes Ehrenzeichen des Landes Salzburg[34][35]
- 2024: Ehrenbürger von St. Anna am Aigen[36]